# Vittoria Aleotti
Vittoria Aleotti antingen identisk med, eller syster till, Raffaella Aleotti, född omkring 1570–1575 i Ferrara, död efter 1646, var en italiensk nunna i Augustinorden och kompositör under renässansen. Hon är den första kvinnliga kompositör av sakral musik vars alster kom i tryck (1593).

## Biografi
Det förekommer olika uppfattningar huruvida Vittoria och Raffaella är samma person eller ej. De som menar att det är samma person menar att Vittoria antog namnet Raffaella när hon inträdde som nunna i Augustinorden, och pekar på att allt som är känt om Raffaella också skulle kunna stämma in på Vittoria.
Hon, eller de, var dotter till Giovanni Battista Aleotti och hade en syster vid namn Beatrice som hon fick musikalisk skolning tillsammans med. Vittoria nämns i faderns testamente från år 1631. När hon var omkring sju år sändes hon i klosterskolan San Vito, och ska vid den åldern ha varit skicklig att spela cembalo. Hon blev novis i klostret när hon var fjorton, där hon sedermera, åren 1636–1639, var priorinna.
Fadern bad Giovanni Battista Guarini författa några texter åt dottern att tonsätta, vilket resulterade i madrigalsamlingen Ghirlanda. 1591 utkom det första trycket av hennes alster, en madrigal i en samling av Giacomo Vincenti i Venedig. 1593 trycktes hennes motettsamling Sacrae cantiones quinque, septem, octo & decem vocibus decantande, vilket var första gången som sakral musik av en kvinna gick i tryck. Samma år utkom en samling med 21 madrigaler om vardera fyra delar.
Vid sitt kloster var Aleotti också verksam som organist, samt ledde en ensemble med orkester och kör som gav konserter. En samtida författare, Ercole Bottrigari, skrev att detta var en av Italiens bästa ensembler.